# إرنان جالفياس
إرنان جالفياس (1 أكتوبر 1922 - 23 يونيو 2022)، هو خبير اقتصادي وسياسي برازيلي. شغل منصب حاكم البنك المركزي البرازيلي من عام 1968 إلى عام 1974 ومرة أخرى من عام 1979 إلى عام 1980. كما شغل منصب وزير الاقتصاد من 1980 إلى 1985.
توفي في ريو دي جانيرو في 23 يونيو 2022 عن عمر ناهز 99 عاما.